# Carole C. Noon
Pour les articles homonymes, voir Noon.
Carole Cooney Noon (née Carole Jane Cooney ; 13 juillet 1949 - 2 mai 2009) est une anthropologue et primatologue américaine, connue pour avoir fondé (en 1997) Save the Chimps, un sanctuaire de chimpanzés à but non lucratif en Floride, qui est le plus grand sanctuaire de ce type au monde depuis 2009.

## Enfance et formation
Carole C. Noon naît le 13 juillet 1949, de l'union de William et Dorothy Cooney à Portland, Oregon. Elle a deux sœurs, Lee Asbeck et Kay Shelton. Pendant ses premières années, son père, William Cooney, déplace toute la famille sur une île du Pacifique Sud, pour une entreprise commerciale, où elle passe une grande partie de son enfance. Des années plus tard, lorsque ses parents divorcent, sa mère, Dorothy, emmène Carole et ses sœurs à Honolulu, Hawaï, puis à Cleveland, Ohio. Elle épouse ensuite Michael Noon, dont elle a divorcé par la suite.
Carole Noon obtient une licence à la Florida Atlantic University. Elle obtient ensuite une maîtrise en anthropologie et un doctorat en anthropologie biologique, sous la direction de Linda Wolfe, de l'université de Floride, en se spécialisant dans les chimpanzés en captivité. Elle effectue une grande partie de ses recherches sur le terrain à l'orphelinat Chimfunshi Wildlife en Zambie, où des chimpanzés sont devenus orphelins à cause du commerce de viande de brousse en Afrique. Elle y rédige sa thèse sur la resocialisation des chimpanzés et obtient son doctorat en 1996.

## Carrière
À la suite de la décision de l'US Air Force de se débarrasser de tous ses chimpanzés en 1997, Noon, avec l'aide de Jane Goodall, cocréé la fondation Save The Chimps, connue aujourd'hui comme le plus grand sanctuaire pour chimpanzés au monde. L'offre de Carole Noon pour les chimpanzés est rejetée et ceux-ci sont envoyés à la Fondation Coulston, connue pour avoir violé la loi sur le bien-être des animaux. Noon poursuit l'US Air Force et conclut un accord à l'amiable pour obtenir la garde de 21 des 140 chimpanzés,,. En 2001, elle ouvre un sanctuaire à Fort Pierce, en Floride, avec l'aide de la Fondation Arcus. En 2002, la Fondation Coulston fait faillite, et avec l'aide d'une subvention de la Fondation Arcus, le Dr Noon et Save the Chimps achètent leur laboratoire à Alamogordo, au Nouveau-Mexique, et sauvent 266 chimpanzés et 61 singes. Du jour au lendemain, Save The Chimps devient le plus grand sanctuaire de chimpanzés, abritant et soignant aujourd'hui 282 chimpanzés. Noon travaille sans relâche pour améliorer leurs conditions de vie et pour former le personnel aux soins des chimpanzés.

## Prix
En 2004, elle reçoit le prix Jane Goodall pour l'ensemble de sa carrière consacrée à la protection des chimpanzés.

## Décès
Le Dr Carole Noon décède le 2 mai 2009, tôt le matin, d'un cancer du pancréas. Elle était dans sa maison à Save the Chimps et entourée de ses sœurs.